# Echelmeyer-Eisstrom
Der Echelmeyer-Eisstrom (vormals Eisstrom F) ist ein Eisstrom im westantarktischen Marie-Byrd-Land. Er ist einer von mehreren großen Eisströmen, die das Marie-Byrd-Land zum Ross-Schelfeis entwässern. Er fließt in westlicher Richtung zur Shirase-Küste nördlich des MacAyeal-Eisstroms.
Mannschaften des United States Antarctic Research Program (USAP) untersuchten den Eisstrom zwischen 1983 und 1984 in mehreren Kampagnen. Das Advisory Committee on Antarctic Names benannte ihn 2002 nach dem US-amerikanischen Geophysiker Keith A. Echelmeyer (1954–2010) von der University of Alaska, der zwischen 1992 und 1995 an Untersuchungen des USAP zu den Eisströmen im Marie-Byrd-Land und in anderem Rahmen zu schnell fließenden Gletschern in Alaska und Grönland mitwirkte.